# Lego Star Wars: La Saga Completa
Lego Star Wars: The Complete Saga o Lego Star Wars: La Saga Completa es un videojuego de acción y aventura basado en Star Wars con temas de la línea de juguetes Lego Star Wars por el grupo Lego. Es la combinación del juego Lego Star Wars: The Video Game y su secuela Lego Star Wars II: The Original Trilogy, que abarcan los seis primeros episodios de la saga.
Fue lanzado para las consolas Xbox 360, PlayStation 3, Wii y Nintendo DS en noviembre de 2007, para Windows el 13 de octubre de 2009, para Mac OS X el 16 de noviembre de 2010, para dispositivos iOS el 11 de diciembre de 2013 y para dispositivos Android el 1 de enero de 2015.
Es considerado como unos de los mejores videojuegos de Lego de la historia y uno de los mejores de la franquicia Star Wars.

## Jugabilidad
The Complete Saga o La Saga Completa abarca los eventos que tienen lugar desde las negociaciones de la Federación de Comercio sobre Naboo en La amenaza fantasma hasta el ataque rebelde a la segunda Estrella de la Muerte sobre Endor en El retorno del Jedi.
El objetivo del juego es completar con éxito la historia y a la vez recoger los ladrillos de oro repartidos por todo el juego. En las versiones de Wii, iOS, PlayStation 3 y Xbox 360 hay 160 para recoger, 120 de ellos son para los niveles principales. Hay tres para cada uno de los niveles. Uno es para completar el nivel en el modo historia, el segundo es para recoger una cantidad fija de monedas para lograr "verdadero Jedi", y la tercera es mediante la recopilación de los 10 "minikits".
Como en Lego Star Wars II: La trilogía original, el mundo central tiene lugar en la Cantina de Mos Eisley. La Cantina tiene puertas que permiten al jugador acceder a los niveles de los Episodios I-VI, los niveles de bonificación, las misiones de cazarrecompensas y los juegos Arcade. La Cantina cuenta con un personalizador de personajes, una característica clave de Lego Star Wars II.
Se pueden recibir 20 ladrillos de oro por completar las misiones de cazarrecompensas, que implican la búsqueda y captura de miembros clave de la República y la Rebelión para Jabba el Hutt. Además, hay 6 ladrillos de oro extra por completar las misiones de bonificación (10 en la versión de iOS) y otros 14 disponibles para comprar en la cantina.
En total, hay 36 niveles de historia, 20 misiones de cazarrecompensas y 6 niveles de bonificación (dos niveles de Lego City, dos niveles de historia (Lucha de Anakin y Una nueva esperanza, el último de los cuales era un nivel desbloqueable especial que se encuentra en Lego Star Wars: El Videojuego), y los niveles originales de Carrera de vainas de Mos Espa y Caballería Aérea).
La mayoría de los niveles de la historia son los mismos que se encuentran en sus respectivos juegos originales. Se han agregado dos nuevos niveles previamente desechados de Lego Star Wars: la Persecución del caza recompensas en el episodio II y la Lucha de Anakin basado en el episodio I como un nivel de bonificación. El primero trata de la persecución entre Zam Wesell y los Jedi Obi-Wan y Anakin al principio de la película, mientras que el segundo adapta la batalla espacial sobre Naboo entre Anakin y la nave de control droide de la Federación de Comercio.
Los niveles La carrera de Vainas y La Caballería Aérea han sido rediseñados, aunque las versiones originales siguen estando disponibles como niveles de bonificación. Sin embargo, Batalla sobre Coruscant sigue siendo el mismo, aunque ahora los jugadores pueden cambiar de vehículo en el modo Juego Libre. Las nuevas incorporaciones a The Complete Saga incluyen un modo Battle Arena para 2 jugadores llamado "Modo Arcade", nuevas misiones de bonificación de vehículos Minikit, los ladrillos de poder rojos de Lego Star Wars II que regresan y se incorporan a los niveles de la trilogía precuela, y 10 misiones adicionales de cazarrecompensas agregan nuevos desafíos a las partes de la trilogía precuela que se vieron originalmente en Lego Star Wars.
Los Episodios I, II y III han sido actualizados para que los personajes puedan construir y montar vehículos, usar casco y tener acceso a zonas de cazarrecompensas y de soldados de asalto. Los personajes de la trilogía precuela ahora tienen la capacidad de esquivar el fuego bláster y tienen su propio ataque cuerpo a cuerpo especial (por ejemplo, Chewbacca arrancando brazos). También se añadieron nuevos movimientos de la Fuerza, el electrocutar y el ahorcar. También han sido agregados más personajes como el Jefe Nass, Zam Wesell, el capitán Tarpals, Aayla Secura, Plo Koon, Watto, el droide de reparación, Dexter Jettster, Lama Su, Taun We y R2-Q5. También se añadió a Indiana Jones (a prefigurar Lego Indiana Jones: The Original Adventures) dando un total de 128 personajes disponibles en esta entrega.

### Diferencias entre versiones
Las versiones de Xbox 360 y PlayStation 3 permiten jugar cooperativo en línea. La versión de Wii incluye entradas sensibles al movimiento y la versión de Nintendo DS hace uso de la pantalla táctil. Tanto las versiones de Xbox 360 y PlayStation 3 se ejecutan en una alta calidad de vídeo con una resolución de 720. La versión de Wii permite controlar la espada láser con el Wiimote. También hay una opción de ver las cinemáticas en la Cantina; en la Wii está a su disposición a medida que se avanza a través del juego, pero en la DS está disponible sólo cuando el juego está al 100 % de progreso. Además, la versión de DS no incluye nuevos personajes y niveles, e incluso varios niveles se han eliminado. Sin embargo, sí incluye algunos minijuegos nuevos.
En las versiones móviles (iOS y Android) se ha eliminado la compra de consejos y la posibilidad de usar trucos (cheats o códigos). Algunas funciones han cambiado de lugar, por ejemplo, la repetición de cinemáticas ha sido movida a cada episodio (conjunto de niveles), y los extras relacionados con el episodio han sido movidos a la zona arcade.

### Sonido
A diferencia del juego original, en The Complete Saga el episodio III cuenta con la banda sonora propia de la película y no la de los episodios IV-V-VI. El resto de episodios mantienen sus respectivas bandas sonoras.

### Personajes
| - Qui-Gon Jinn - Obi-Wan Kenobi - TC-14 - Jar Jar Binks - Reina Amidala - Capitán Panaka - Padmé - R2-D2 - Anakin Skywalker (niño) - Obi-Wan Kenobi (Maestro Jedi) - R4-P17 - Anakin Skywalker (Padawan) - Padmé (Geonosis) - C-3PO - Mace Windu - Padmé (arañada) - Yoda - Obi-Wan Kenobi (Episodio III) - Anakin Skywalker (Jedi) - Canciller Palpatine - Comandante Cody - Chewbacca - Princesa Leia - Capitán Antilles - Amigo Rebelde - Luke Skywalker (Tatooine) | - Han Solo - Princesa Leia (Hoth) - Luke Skywalker (piloto) - Luke Skywalker (Dagobah) - Luke Skywalker (Bespin) - Luke Skywalker (soldado de asalto) - Lando Calrissian - Princesa Leia (Bespin) - Luke Skywalker (Jedi) - Princesa Leia (Boushh) - Lando (guardia de palacio) - Han Solo (esquife) - Princesa Leia (esclava) - Princesa Leia (Endor) - Luke Skywalker (Endor) - Han Solo (Endor) - Wicket - Darth Vader - Droide Gonk - Droide PK - Droide de combate/batalla | - Droide de combate/batalla (seguridad) - Droide de combate/batalla (comandante) - Ben Kenobi - Droideka - Capitán Tarpals - Jefe Nass - Guardia Real - Padmé - Watto - Droide de reparación - Darth Maul - Zam Wesell - Dexter Jettster - Soldado Clon - Lama Su - Taun We - Geonosiano - Droide de combate/batalla (Geonosis) - Superdroide de batalla - Jango Fett - Boba Fett (niño) - Luminara Unduli - Ki-Adi-Mundi - Kit Fisto - Shaak Ti - Aayla Secura - Han Solo (soldado de asalto) | - Plo Koon - Conde Dooku - Guardaespaldas de Grievous - General Grievous - Wookiee - Soldado Clon (Episodio III) - Soldado Clon (Episodio III, piloto) - Soldado Clon (Episodio III, pantano) - Soldado Clon (Episodio III, andador) - Mace Windu (Episodio III) - Clon disfrazado - Soldado Rebelde - Soldado de asalto - Piloto de lanzadera imperial - Morador de las arenas - Jawa - Soldado del desierto - Greedo - Espía imperial - Soldado de desembarco | - Soldado Rebelde (Hoth) - Piloto Rebelde - Soldado de la nieve - Luke Skywalker (Hoth) - Lobot - Ugnaught - Guardia de Bespin - Princesa Leia (prisionera) - Guardia gamorreano - Bib Fortuna - Guardia de palacio - Bossk - Guardia de esquife - Boba Fett - Ewok - Guardia imperial - El Emperador - Almirante Ackbar - IG-88 - Dengar - 4-LOM - Ben Kenobi (fantasma) - Anakin Skywalker (fantasma) - Yoda (fantasma) | - Han Solo (Hoth) - R2-Q5 - Soldado Estrella de la Muerte - Piloto caza TIE - Oficial imperial - Gran Moff Tarkin - Han Solo (capucha) - Indiana Jones - Tipo Raro 1 - Tipo Raro 2 |

## Argumento y niveles
Lego Star Wars: The Complete Saga permite a los jugadores vivir las aventuras de los primeros seis episodios de la saga Star Wars en formato Lego; por ende, el juego usa la historia de las películas con ligeros cambios, entre los que destacan el uso del clásico humor y los murmullos en lugar de diálogos típicos de los primeros videojuegos de Lego. El argumento se estructura en seis episodios, cada uno dividido en seis capítulos o niveles basados en los momentos más icónicos de cada película. Los niveles son los siguientes:

### Episodio I: La Amenaza Fantasma
- Capítulo 1. Negociaciones
- Capítulo 2. La invasión de Naboo
- Capítulo 3. Huida de Naboo
- Capítulo 4. Carrera de vainas en Mos Espa
- Capítulo 5. La reconquista del palacio de Theed
- Capítulo 6. Darth Maul

### Episodio II: El Ataque de los Clones
- Capítulo 1. Persecución del caza recompenzas
- Capítulo 2. Descubrimiento en Kamino
- Capítulo 3. La fábrica de droides
- Capítulo 4. Batalla Jedi
- Capítulo 5. Caballería aérea
- Capítulo 6. El conde Dooku

### Episodio III: La Venganza de los Sith
- Capítulo 1. Batalla sobre Coruscant
- Capítulo 2. El canciller en peligro
- Capítulo 3. El general Grievous
- Capítulo 4. La defensa de Kashyyyk
- Capítulo 5. La ruina de los Jedi
- Capítulo 6. Darth Vader

### Episodio IV: Una Nueva Esperanza
- Capítulo 1. Planes secretos
- Capítulo 2. Por los Yermos de Jundland
- Capítulo 3. El puerto espacial de Mos Eisley
- Capítulo 4. Rescate de la princesa
- Capítulo 5. Huida de la Estrella de la Muerte
- Capítulo 6. Ataque Rebelde

### Episodio V: El Imperio Contraataca
- Capítulo 1. La batalla de Hoth
- Capítulo 2. Huida de Hoth
- Capítulo 3. Persecución en los asteroides
- Capítulo 4. Dagobah
- Capítulo 5. La trampa en la Ciudad de las Nubes
- Capítulo 6. Huida de la Ciudad de la Nubes

### Episodio VI: El Retorno del Jedi
- Capítulo 1. El palacio de Jabba
- Capítulo 2. La garganta de Sarlacc
- Capítulo 3. Persecución en moto jet
- Capítulo 4. La batalla de Endor
- Capítulo 5. Lucha contra el Emperador
- Capítulo 6. Batalla en la 2da Estrella de la Muerte

### Niveles extra / de bonificación
- 1. Carrera de vainas (Original)
- 2. Lucha de Anakin
- 3. Caballería aérea (Original)
- 4. Una Nueva Esperanza
- 5. Ciudad LEGO
- 6. Nueva Ciudad LEGO

## Desarrollo
Traveller's Tales creó The Complete Saga en respuesta al éxito del juego original y su secuela con LucasArts publicando el juego. Combinaron los dos juegos anteriores con gráficos actualizados, además de agregar nuevos niveles, personajes y elementos de vestuario para los personajes personalizables.

## Recepción

### Crítica
El juego recibió críticas positivas. En el sitio web Metacritic alcanzó puntuaciones de 80 sobre 100 en todas las consolas.
El Guinness World Records Gamer's Edition 2009 clasificó a The Complete Saga como el 23.º mejor videojuego de todos los tiempos. El juego fue nominado como Videojuego Favorito en los Kids' Choice Awards de 2012, pero perdió ante Just Dance 3.

### Ventas
En abril de 2009 fue el cuarto juego más vendido para Wii y el noveno para DS. El 2 de mayo de 2009, el total de ventas mundiales del juego superó los 3,4 millones. En junio de 2010, el juego había obtenido un premio ELSPA Gold por ventas, lo que indica ventas de al menos 200 000 en el Reino Unido. Para febrero de 2017, Lego Star Wars: The Complete Saga es el videojuego de Star Wars más vendido de todos los tiempos, con ventas de 15,29 millones. Fue el videojuego de Lego más vendido de todos los tiempos hasta que fue superado por Lego Marvel Super Heroes en 2017. La versión de Nintendo DS, que vendió 4,7 millones de copias, es el juego de terceros más vendido de todos los tiempos para la plataforma.